# Bucovăț (Strășeni)
Bucovăț è una città della Moldavia situata nel distretto di Strășeni di 2.428 abitanti al censimento del 2004, dei quali 1.313 risiedono nella località omonima e costituiscono la popolazione urbana.

## Località
Il comune è formato dall'insieme delle seguenti località (popolazione 2004):
- Bucovăț (1.313 abitanti)
- Făgureni (770 abitanti)
- Rassvet (345 abitanti)